# Ng See-yuen
Ng See-yuen (chiń. upr. 吴思远; chiń. trad. 吳思遠; pinyin Wú Sīyuǎn; jyutping Ng4 See1 Yuen5; ur. 1944 w Szanghaju) – chiński producent, scenarzysta i reżyser filmowy.

## Filmografia

### Produkcja
- 1978 Wąż i cień orła
- 1978 Pijany mistrz
- 1986 Bez odwrotu
- 1992 Dawno temu w Chinach 2

### Scenariusz
- 1978 Wąż i cień orła
- 1978 Pijany mistrz
- 1986 Bez odwrotu

### Aktor
- 1992 Bliźniacze smoki jako mechanik samochodowy